# John Vande Velde
John Vande Velde (Chicago, 15 november 1950) is een Amerikaanse voormalig wielrenner en oud-voorzitter van de Amerikaanse wielerbond.
Vande Velde begon zijn sportcarrière als zwemmer, maar werd uiteindelijk baanwielrenner. Daar behaalde hij ook zijn grootste sportieve successen. In 1968 nam hij als baanwielrenner deel aan de Olympische Spelen in Mexico-Stad. Een top 10 haalde hij er niet. In 1969 werd hij nationaal kampioen bij de achtervolging op de baan, bij de amateurs. Het jaar erop werd hij dit opnieuw. In 1972 werd hij voor de derde maal nationaal kampioen op het onderdeel achtervolging. Opnieuw werd hij geselecteerd voor de Olympische Spelen, ditmaal gehouden in München. Maar opnieuw kon hij geen rol spelen in de top. 
Na de Olympische Spelen werd Vande Velde een profwielrenner, waar hij vooral reed in de zesdaagsen, op de baan, maar ook de weg was hij actief. In de zesdaagsen haalde Vande Velde viermaal het podium, allen in Noord-Amerika (tweemaal tweede en tweemaal derde). Na een paar jaar stopte hij professionele  wielrenner. Later zou Vande Velde nog een tijdlang lid zijn van de commissie van de Internationale Wielerunie voor het baanwielrennen en vicepresident, bondsvoorzitter van de Amerikaanse wielerbond.
Verder is hij bekend van de Vandedrome, een makkelijk in en uit elkaar te halen velodroom. Deze wordt in Amerika veel gebruikt om het baanwielrennen te stimuleren en promoten. In 1998 werd de baan gebruikt op de Goodwill Games in New York.
Zijn zoon Christian Vande Velde, beter bekend als Christian Vandevelde en dochter Marisa Vande Velde (ook beter bekend als Marisa Vandevelde) zijn in zijn voetsporen getreden. Christian is sinds 1998 een professionele wielrenner en Marisa sinds 1999.

## Belangrijkste overwinningen
1969
- Nationaal kampioen achtervolging op de baan bij de amateurs

1970
- Nationaal kampioen achtervolging op de baan bij de amateurs

1972
- Nationaal kampioen achtervolging op de baan bij de amateurs